# Јаук
Јаук је врста ветра који дува у Словенији. Настаје је када је изнад Караванке висок ваздушни притисак, а у Целовачкој котлини циклон. Спада у групу фенских ветрова.